# Paul Aimé Richard
Pour les articles homonymes, voir Richard.
Paul Aimé Richard (né le 17 décembre 1889 à Lille et mort au Kremlin-Bicêtre le 9 mars 1957) est un constructeur français d'avions.

## Biographie
À partir de 1928, il dirige une équipe d'ingénieurs en URSS. Cette équipe inclut en particulier Sergueï Korolev, le père de l'astronautique soviétique. Paul Aimé Richard regagne la France en 1931.
En 1937, il dépose un brevet perfectionnant les moteurs à plusieurs cylindres.